# Aston Martin DB4

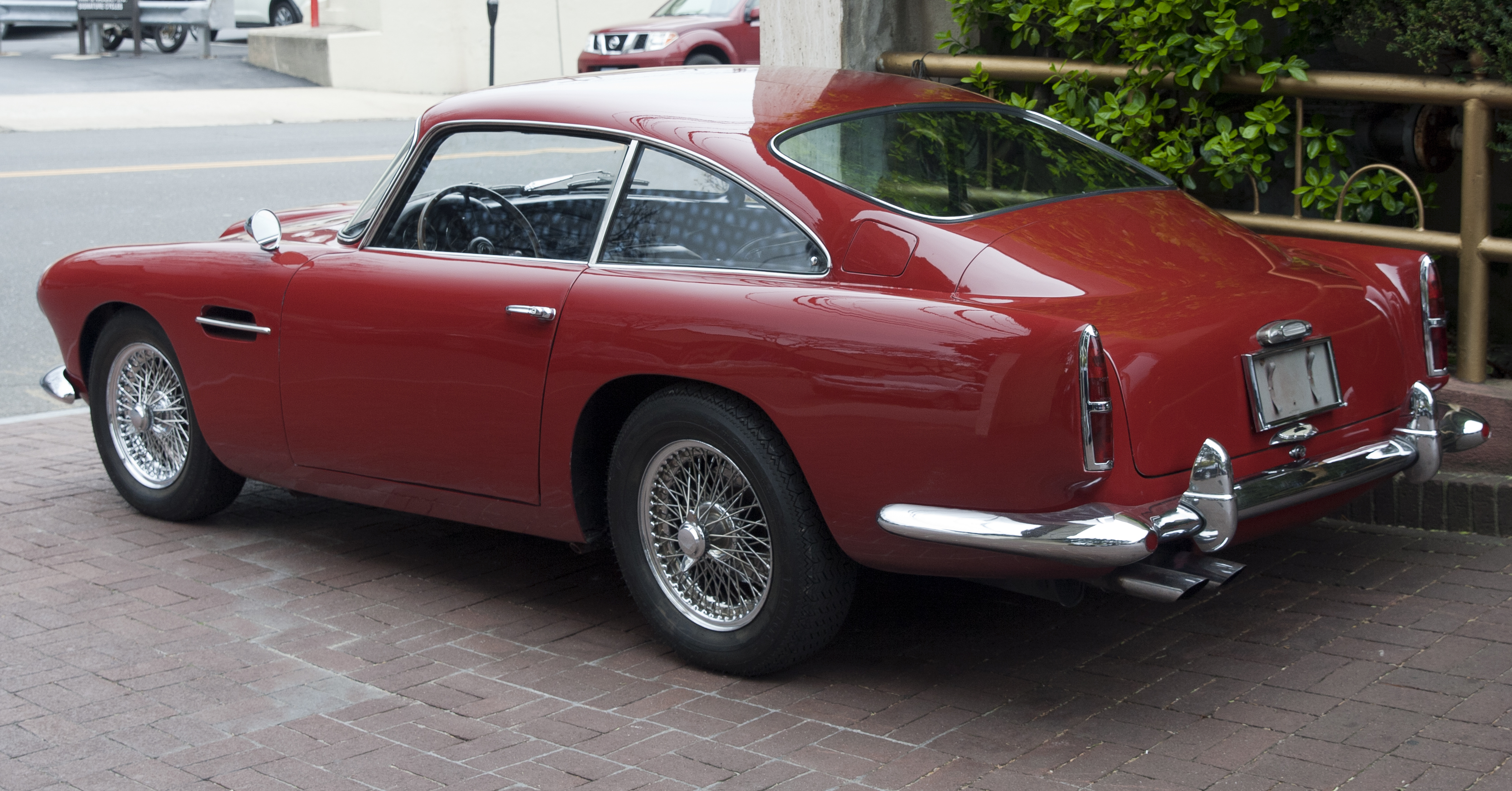

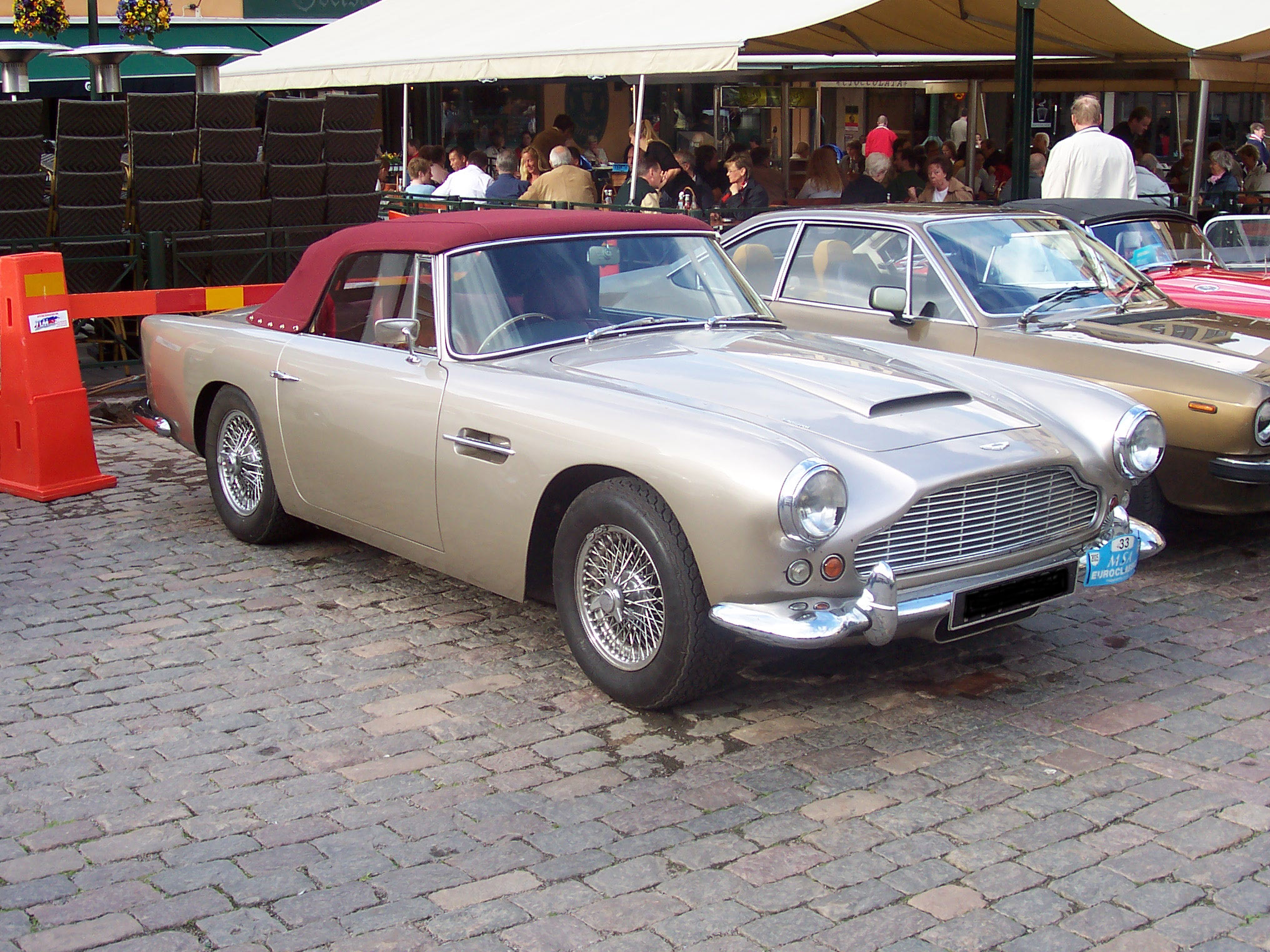

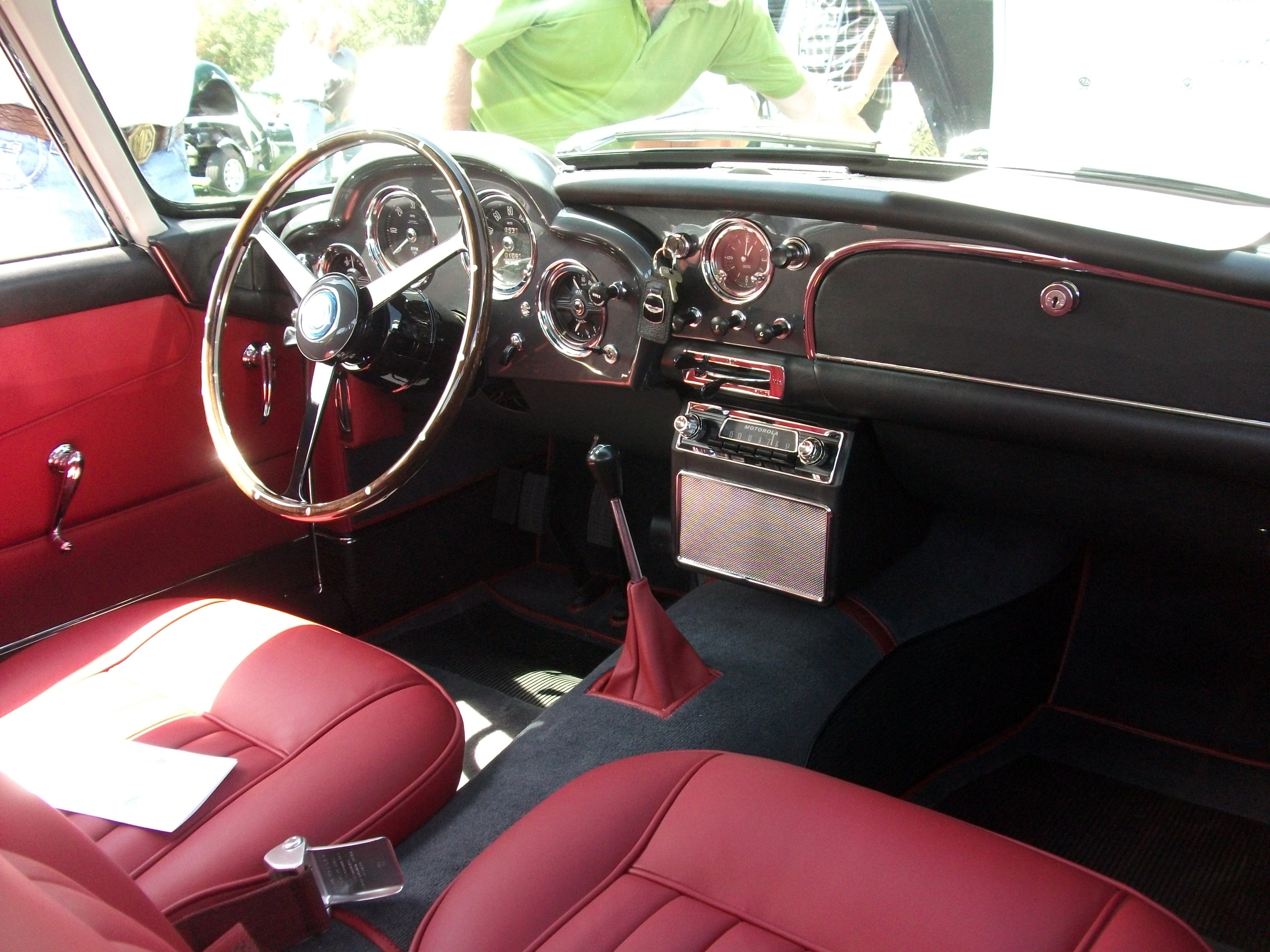

Aston Martin DB4 — спортивний автомобіль класу гран-турізмо компанії Aston Martin, що виготовлявся з 1958 до 1963 року. Це був зовсім інший автомобіль ніж DB Mark III, хоча двигун 3,7 л DOHC І6 зовні був візуально пов'язаний з 2,9 л агрегатом, що знаходиться в DB Mark III. Унікальний дизайн DB4 зробили його основою для майбутніх класичних Aston Martin, таких як DB4 GT Zagato, 4-дверного седана Lagonda Rapide. Aston Martin DB4 замінила нова модель Aston Martin DB5.

## Двигуни
- 3,7 л DOHC І6 241/266/302 к.с.